# シンハラジャ森林保護区

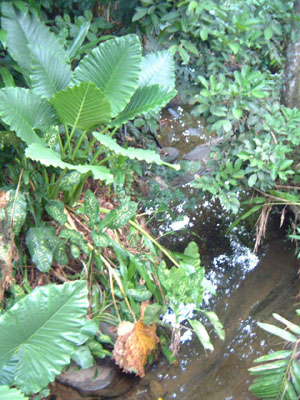
雨林の植生

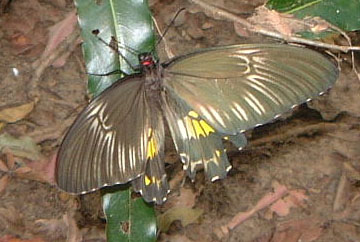
保護区内のヘレナキシタアゲハ

シンハラジャ森林保護区（シンハラジャしんりんほごく）は、スリランカの国立公園の一つであり、セイロン島の南西部にある。スリランカのみならず国際的にも重要なもので、1978年にユネスコの生物圏保護区となっただけでなく、1988年に世界遺産リストにも登録された。「シンハラジャ」は「ライオンの王国」を意味する。
スリランカ低地雨林のエコリージョンに属している丘の原生雨林は、その近づきにくさのゆえに商業的理由による伐採を受けつつも、最悪の事態を免れてきた。森林保護区は東西21km、南北は最大でも 7km という小規模なものだが、樹木、昆虫、両生類、爬虫類、鳥類、哺乳類などの固有種の宝庫である。鬱蒼と茂った植生のせいで、野生生物は容易に見つからない。その点で、同じスリランカの国立公園の中でも、乾燥地帯にあるヤーラ国立公園などとは異なるのである。アジアゾウ（インドゾウ）と15頭程度のヒョウが稀に目撃されるものの、この保護区で最もありふれた大型哺乳類は、固有種のカオムラサキラングールである。
この保護区で興味深いのは、恐れを知らないカザリオウチュウ（オウチュウ族）や騒々しいセイロンヤブチメドリ（ウグイス科）に率いられて鳥たちが混群（mixed feeding flocks）を作る傾向が見られることである。スリランカに棲息する26種の固有種の鳥のうち、セイロンサンジャク、アカガオバンケンモドキ、セイロンバンケン、セイロンカノコモリバト、シロガオムクドリ、セイロンガビチョウ、ブッポウソウの固有亜種のEurystomus orientalis irisiといった雨林に棲息する固有20種全てを、この保護区内で見ることができる。
爬虫類の固有種としてはシロクチアオハブやヒプナレマムシがおり、両生類もアマガエルをはじめとして非常に多様である。無脊椎動物も、チョウの固有種やヒルなど、数多く棲息している。
固有種の植物はヤシのLoxococcus rupicola、ミカン科のAtalantia rotundifoliaなどが挙げられる。
1971年に森林保護区内の2,500 haの区域がIUCN-IBP厳正保護区に指定され、1977年より森林内のすべての木材の伐採が禁止された。

## 登録基準
この世界遺産は世界遺産登録基準のうち、以下の条件を満たし、登録された（以下の基準は世界遺産センター公表の登録基準からの翻訳、引用である）。
- (9) 陸上、淡水、沿岸および海洋生態系と動植物群集の進化と発達において進行しつつある重要な生態学的、生物学的プロセスを示す顕著な見本であるもの。
- (10) 生物多様性の本来的保全にとって、もっとも重要かつ意義深い自然生息地を含んでいるもの。これには科学上または保全上の観点から、すぐれて普遍的価値を持つ絶滅の恐れのある種の生息地などが含まれる。